# روكيو أفالاي
روكيو أفالاي (بالإسبانية: Roque Avallay)‏ مواليد 14 ديسمبر 1945 في الأرجنتين، هو لاعب كرة قدم أرجنتيني سابق كان يلعب كمهاجم.

## المسيرة الاحترافية

### أندية لعب لها
- إنديبندينتي
- نيولز أولد بويز
- هوراكان
- نادي أتلتيكو أتلانتا
- تشاكاريتا جيونيورز
- نادي راسينغ

## روابط خارجية
- روكيو أفالاي على موقع قاعدة بيانات كرة القدم.إي يو (الإنجليزية)
- روكيو أفالاي على موقع ناشيونال فوتبول تيمز (الإنجليزية)
- روكيو أفالاي على موقع عالم كرة القدم.نت (الإنجليزية)